# Église Saint-Jean-Baptiste de Flémalle
Pour les articles homonymes, voir Église Saint-Jean-Baptiste.
L'église Saint-Jean-Baptiste de Flémalle est un édifice religieux situé dans la section de Flémalle-Grande, dans la commune belge de Flémalle, en région liégeoise.

## Histoire
L'église est construite entre 1878 et 1882 sur les plans de l'architecte Eugène Halkin. Elle a été consacrée le 23 mai 1882 et a coûté environ 120 000 francs. Elle fut construite pour remplacer un vieux sanctuaire situé de l'autre côté d'un chemin de fer, en face de l'église actuelle. L'église est bâtie sur une ancienne église de type romane dont certains points architecturaux furent placés lors de la restauration de l'église. Elle fut d'abord placée sous le patronage de Sainte-Marie avant de l'être sous celui de Saint-Jean-Baptiste.   
Depuis quelques années, l'église est désaffectée. En attendant, les offices religieux ont lieu en une école catholique située non loin de là.
Alors en état de réfection, un vol à lieu entre le 6 et le 21 juillet 2015 à l'intérieur de l'église. Durant cette période, deux flémallois enlèveront les tuyaux d'un orgue datant de 1596, dite "inestimable", et les revendront sur un site de vente en ligne pour 80 euros. L'orgue est depuis sans tuyaux. Les voleurs nient cependant ne pas avoir démantelé l'orgue. 
De nombreux projets virent le jour pour réaménager l'église, dont notamment un visant à la transformer en centre culturel mais celui-ci verra le jour dans un ancien bâtiment de supermarché désaffecté.

## Architecture
L'église, de style néogothique, est construite en briques et en calcaire, suivant les plans de l'architecte Eugène Halkin. Elle est bâti avec une tour occidentale, une haute nef de cinq travées avec des bas-côtés, un transept avec deux chapelles greffées sur les bras, un chœur profond se terminant par un chevet à trois pans.
Au dessus du portail latéral nord se trouve un fronton pierre. L'artiste est inconnu mais les armoiries présentent en relief appartiennent aux familles Haling et Libert.
A l'extérieur, de l'autre côté du chemin de fer, on trouve un vieux cimetière suivi d'une école primaire et maternelle catholique.

## Mobilier
Le mobilier, ou du moins ce qu'il en reste, est de style néogothique. On y trouve des fonts baptismaux gothiques datant du XVIe siècle, des dalles funéraires en relief avec des armoiries de Jehan de Lonchin et de Marguarit de Pousseur, et une orgue datant de 1596.    
Cette orgue a été acquise le 1er juillet 1785. Pour cette acquisition, le curé de l'époque, Henri Jean Joseph Gilon, avait contribué de sa propre poche avec 123 florins. L'orgue fut rénovée et inaugurée le 8 septembre 1968.

## Sources et références
1. 1 2 3 4   « CAHPM », sur kiminvati.com (consulté le 14 janvier 2021)
2. ↑  « Horaires », sur Eglise info (consulté le 14 janvier 2021)
3. ↑  R. T. L. Newmedia, « Ils volent les tuyaux d'un orgue du 18e siècle à Flémalle et les revendent déchiquetés pour 80 euros : "C'est scandaleux, aucun respect des traditions !" », sur RTL Info (consulté le 14 janvier 2021)
4. ↑  « L'orgue de l'église de Flémalle mis en pièces par des voleurs », sur Le site de l'Eglise Catholique en Belgique, 23 juillet 2015 (consulté le 14 janvier 2021)
5. ↑  « Flémalle : ils volent les tubes en métal de l’orgue du XVIe siècle de l’église Saint-Jean-Baptiste », sur sudinfo.be (consulté le 14 janvier 2021)